# جان غي غيبولت
جان غي غيبولت هو سياسي كندي، ولد في 14 مارس 1931 في درومونفيل في كندا. نشط حزبياً في الحزب الكندي التقدمي المحافظ. وقد انتخب عضو مجلس العموم الكندي.